# Lista över borgmästare i Karlskrona
Detta är en lista över borgmästare i Karlskrona.

## Borgmästare i Karlskrona
Borgmästare i Karlskrona stad före 1971.

### Justitieborgmästare
| Ämbetstid | Namn                       | Levnadstid |
| --------- | -------------------------- | ---------- |
| 1681–1692 | Johan von Schoting         |            |
| 1680–1706 | Blasius König              | 1645–1706  |
| 1706–1711 | Anders Hielmberg           |            |
| 1712–1732 | Mathias Elers den äldre    | 1670–1732  |
| 1732–1736 | Andreas Ebeltofft          | 1683–1736  |
| 1736–1739 | Johannes Timell            | 1696–1762  |
| 1739–1750 | Johan Elers                |            |
| 1750–1772 | Nils Blidberg              | 1710–1772  |
| 1773–1788 | Mathias Elers den yngre    | 1728–1788  |
| 1788–1800 | Anders af Håkansson        | 1749–1813  |
| 1800–1820 | Mattias Hjort              |            |
| 1821–1838 | Johan Jakob Kleman         | 1780–1838  |
| 1839–1859 | Håkan Fredrik Christierson | 1796–1859  |
| 1860–1865 | Theodor Kall               |            |
| 1865–1884 | Edward Holmer              |            |
| 1885–1896 | Henrik Nerman              |            |
| 1896–1903 | Johan Kindgren             |            |
| 1906–1921 | Otto Holmdahl              | 1860–1921  |
| 1922–1931 | Henning Schultz            |            |
| 1932      | -                          | -          |
| 1933–1958 | Ebbe Dymling               |            |
| 1958–1970 | Alf Hammarberg             |            |

### Politieborgmästare
| Ämbetstid | Namn            | Levnadstid |
| --------- | --------------- | ---------- |
|           | Johannes Timell | 1696–1762  |
| 1801–1831 | Johan Elers     | 1758–1831  |

### Handelsborgmästare
| Ämbetstid | Namn          | Levnadstid |
| --------- | ------------- | ---------- |
| 1757–1775 | Paul Pihlgard | 1713–1775  |